# Шрусбъри
Шрусбъри (на английски: Shrewsbury, произношение ˈʃɹuːzbɹiː или ˈʃɹəʊzbɹiː, название в Уелс Амуъдиг, Amwythig) е град в Англия.

## География
Градът е разположен на река Севърн в Западна Англия, на 16 км от границата на Уелс. Той е главен административен център на графство Шропшър. ЖП възел е на пет жп линии, сключващи помежду си характерна петолъчка. Население му е около 70 000 жители.

## История
Шрусбъри е основан през 9 век. Уелското название Амуъдиг (Amwythig) се превежда на английски като fortified place, т.е. „укрепено място“.

## Архитектура
Сред архитектурните забележителности на Шрусбъри са шестте моста на река Севърн, жп гарата и много сгради със средновековна архитектура.

## Спорт
Представителният футболен отбор на града носи името ФК Шрусбъри Таун. Състезава се в Английската Втора лига.

## Личности, родени в Шрусбъри
- Чарлз Дарвин (1809 – 1882), учен-естествоизпитател
- Джон Гуин (1713 – 1786), архитект
- Джо Харт (р.1987), вратар

## Личности, починали в Шрусбъри
- Джон Гуин (1713 – 1786), архитект